# 梅氏盧博鮗
梅氏盧博鮗，為輻鰭魚綱鱸形目鱸亞目擬雀鯛科的其中一種，分布於西太平洋關島海域，深度20-40公尺，背鰭硬棘2枚;背鰭軟條26枚;臀鰭硬棘2枚;臀鰭軟條15枚，為熱帶海水魚，棲息在沿海珊瑚礁洞穴，生活習性不明。

## 擴展閱讀
維基物種上的相關：梅氏盧博鮗